# Одноклассницы. Новый поворот
«Однокла́ссницы. Но́вый поворо́т» — российский комедийный фильм Дмитрия Суворова, премьера которого состоялась 23 февраля 2017 года. Продолжение фильма «Одноклассницы» (2016).

## Сюжет
Спустя год после свадьбы Кати обручальное кольцо спешит примерить Даша, нашедшая свою судьбу в лице банковского работника Миши, но в подготовке к церемонии не всё проходит гладко.

## В ролях
- Светлана Ходченкова — Вика
- Екатерина Вилкова — Света
- Валентина Мазунина — Даша
- Ольга Кузьмина — Катя
- Арарат Кещян — Миша / Гоша
- Илья Любимов — Андрей
- Антон Макарский — Виктор
- Денис Косяков — Вася
- Роман Юнусов — Слава
- Дмитрий Хрусталёв — камео
- Данила Якушев — Гриша
- Евгений Кулик — Саша
- Полина Филоненко — Настя
- Ян Цапник — начальник Кати
- Надежда Сысоева — будущая жена
- Яна Кошкина — Марина

## Съёмочная группа
- Продюсеры: Василий Ровенский, Максим Рогальский, Константин Елкин
- Автор сценария: Василий Ровенский
- Режиссёр-постановщик: Дмитрий Суворов
- Оператор-постановщик: Юрий Никогосов

## Отзывы
Фильм получил низкие оценки кинокритиков. По данным сайта Мегакритик у картины 3,3 балла из 10 на основе 4 рецензий.